# Kurmuk
Kurmuk (àrab: الكُرْمُكْ, al-Kurmuk) és una ciutat al Sudan cap al sud-est del país, prop de la frontera amb Etiòpia. Kurmuk està habitat pels pobles Uduk i Berta i està controlada per l'EPAS.
Kurmuk és el centre administratiu pels districtes de Gindi, Kolnugura, Borfa, Jammus Omm, Chali, Penawayu, Bee, Balila i Yabus que troben millors serveis mèdics a Kurmuk. El tinent general i governador Malik Agar actualment considera a Kurmuk com la capital de l'estat del Nil Blau. Malik Agar és l'ex comandant de l'EPAS a la zona, que fou escollit governador de l'estat i després de la independència del Sudan del Sud va esdevenir cap del EPAS-Secció Nord si bé el govern sudanès en contra d'allò pactat el va cessar com a governador i va ocupar part de l'estat on va nomenar un nou governador (un militar nordista) retirant-se Agar cap al sud on té les millors bases.
La població de Kurmuk inclou un cert nombre de musulmanes i cristianes. Moltes de les persones d'ètnia uduk s'han convertit al cristianisme. Altres grups ètnics a Kurmuk inclouen els Igansina, Jumum i Mufuwu.

## Història
El gener de 1932, oficials sudanesos i etiòpics es van trobar a Kurmuk per resoldre problemes provocats per esclavistes etíops que atacaven pobles al Sudan.
Fou una de les posicions ocupades pels italians en la seva efímera invasió del Sudan, junt amb Karora (prop de la costa de la mar Roja) Gallabat i Kassala (4 de juliol de 1940) a la frontera amb Eritrea i Etiòpia (Africa Oriental Italiana). Fou recuperada pels britànics el gener del 1941.
A causa dels nombrosos grups ètnics que viuen dins i al voltant de Kurmuk, molts del qual se senten marginats per les tendències islàmiques del govern central, la ciutat ha estat un centre polític de la rebel·lió contra el règim islàmic des del 1983.
A causa de manca d'educació al comtat o districte de Kurmuk, el ministre i conseller del governador Steven Amath Dicko va acordar amb un grup de l'ètnia Uduk el novembre de 2008, intentar cobrar taxes per generar els ingressos necessaris per mantenir escoles primàries i secundàries a tots els districtes de població Uduk i alleujar aquesta deficiència. L'Agència dels Estats Units per Desenvolupament Internacional va construir l'Escola d'Ensenyament Secundari de Noies de Granville-Abbas a Kurmuk, que es va obrir el 8 de març de 2010. L'escola s'anomenava amb els cognoms d'un diplomàtic americà i el seu col·lega sudanès que foren assassinats a Khartum l'1 de gener de 2008.